# 泔河水库
泔河水库是中国陕西省咸阳市礼泉县境内的一座水库，位于泔河上，建于1962年。水库正常库容为4380万立方米，集雨面积为710平方千米，海拔为540米。